# 에이틴 (드라마)
《에이틴》(A-TEEN)은 2018년 7월 1일부터 2018년 9월 16일까지 네이버TV, V LIVE에서 처음으로 공개된 웹드라마이다. 웹드라마 《열일곱》의 후속작으로 전작과는 달리 이번에는 18살을 맞이한 고등학생들의 이야기를 다룬다. 장소 협찬은 《열일곱》과 동일하다. 2019년 4월 25일부터 시즌2가 방송되었다.

## 줄거리
- 지나온 10대를 이야기하는 것은 쉽지만, 우린 지금 처음으로 10대를 보내고 있으니깐.
- 고민 없을 나이라고 하기엔 모든 순간이 너무 진심이었으니깐. 10대 공감 로맨스 웹드라마.

## 등장인물
- 신예은 - 도하나 역
- 이나은 - 김하나 역
- 신승호 - 남시우 역
- 김동희 - 하민 역
- 김수현 - 여보람 역

걸그룹 Billlie 멤버
- 류의현- 차기현 역
- 강민아 - 차아현 역
- 안정훈 - 남지우 역
- 백수희 - 이정민 역

### 특별 출연
- 제노, 재민 (NCT DREAM)
- 도티 : 본인, 게임대회 MC 역
- 최원명 : 본인 역
- 정건주 : 체육교사 최웅 역
- 현진,아이엔 (Stray Kids)

## 회차별 제목
- 1화 : 평범하지 않은, 아 사실은 평범하기 싫은.
- 2화 : 사람은 누구나 이중적이야. (부제 : 사람은 누구나 이중적이야)
- 3화 : 너랑 나랑 쟤. (부제 : 바람 핀 전남친 대처법)
- 4화 : 오늘만큼은 그냥 지나가줘. (부제 : 시험기간에 고백받은 썰.ssul)
- 5화 : 어쩐지 오늘은 운수가 좋더라고. (부제 : 시험기간에 친구랑 싸우는 이유)
- 6화 : 가끔은 앞뒤 없이 행동하기. (부제 : 조용한 애가 빡치면 무서운 이유)
- 7화 : 그사세. (부제 : 남자가 여자를 좋아할 때 하는 행동)
- 8화 : 짝수, 홀수. (부제 : 친구관계에서 현타오는 순간)
- 9화 : 가만히 있으면 중간이라서 서러워. (부제 : 친한 친구들이 절교하려 할 때)
- 10화 : 양각과 삼각. (부제 : 좋아하는 여자에게 누가 스킨십 할 때)
- 11화 : 자극이 필요한 순간. (부제 : 남자가 질투로 눈 돌아가는 순간)
- 12화 : 길. (부제 : 좋아하는 사람과 스킨십을 했다)
- 13화 : 문득 문득. (부제 : 좋아하는 사람과 밤을 샜다)
- 14화 : 인생은 원래 마음대로 되지 않는다. (부제 : 나를 사랑하지 않는 부모님)
- 15화 : 솔직함에 관하여. (부제 : 절대 용서 할 수 없는 친구의 거짓말)
- 16화 : 너를 좋아한다. (부제 : 남자가 날 좋아하는지 아는 방법)
- 17화 : 하나만 생각하자. (부제 : 좋아하는 사람에게 고백하면 생기는 일)
- 18화 : 진짜와 가짜. (부제 : 가장 친한 친구가 뒤통수를 쳤다)
- 19화 : 좋아하고 싫어해. (부제 : 너무 좋아서 싫어하게 되는 순간)
- 20화 : 상대평가, 절대평가. (부제 : 사람들 앞에서 나를 의심하는 친구)
- 21화 : 가장 친한친구를 잃었다. (부제 : 내 학교생활은 끝났다)
- 22화 : 멀진 않더라. (부제 : 절교한 친구와 다시 친해질 수 있을까)
- 23화 : 바스켓 카운트. (부제 : 잊을 수 없는 첫키스.ssul)
- 24화 : 하나.

## 같이 보기
- 에이틴 시즌2
- 통통한 연애
- 통통한 연애 시즌2
- 좀 예민해도 괜찮아
- 좀 예민해도 괜찮아 시즌2